# Fall Brawl
Fall Brawl è stato un evento annuale in pay per view tenuto dalla World Championship Wrestling nel mese di settembre dal 1993 al 2000. Era considerata la risposta della WCW all'evento annuale della World Wrestling Federation Survivor Series per il WarGames match presente nella maggior parte delle edizioni di Fall Brawl. La WWE detiene i diritti di Fall Brawl da quando ha acquisito la WCW nel 2001.

## Edizioni
| N. | Evento | Data              | Città         | Arena                                    | Main Event |
| -- | ------ | ----------------- | ------------- | ---------------------------------------- | --- |
| 1  | 1993   | 19 settembre 1993 | Houston       | Astro Arena                              | Sting, Davey Boy Smith, Dustin Rhodes, & The Shockmaster vs. Sid Vicious, Vader, & Harlem Heat in un WarGames match                                                                          |
| 2  | 1994   | 18 settembre 1994 | Roanoke       | Roanoke Civic Center                     | Dusty Rhodes, Dustin Rhodes & The Nasty Boys vs. The Stud Stable (Terry Funk, Arn Anderson, Bunkhouse Buck, & Col. Robert Parker) in un WarGames match                                       |
| 3  | 1995   | 17 settembre 1995 | Asheville     | Asheville Civic Center                   | Hulk Hogan, Randy Savage, Lex Luger & Sting vs. The Dungeon of Doom in un WarGames match |
| 4  | 1996   | 15 settembre 1996 | Winston-Salem | Lawrence Joel Veterans Memorial Coliseum | Team nWo (Hollywood Hogan, Kevin Nash, Scott Hall & nWo Sting) vs. Team WCW (Lex Luger, Ric Flair, Arn Anderson & Sting) in un WarGames match                                                |
| 5  | 1997   | 14 settembre 1997 | Winston-Salem | Lawrence Joel Veterans Memorial Coliseum | The nWo (Buff Bagwell, Kevin Nash, Syxx & Konnan) vs. The Four Horsemen (Chris Benoit, Steve McMichael, Ric Flair & Curt Hennig) in un WarGames match                                        |
| 6  | 1998   | 13 settembre 1998 | Winston-Salem | Lawrence Joel Veterans Memorial Coliseum | Team WCW (Diamond Dallas Page, Roddy Piper & The Warrior) vs. Team Hollywood (Hollywood Hogan, Stevie Ray & Bret Hart) vs. Team Wolfpac (Kevin Nash, Sting & Lex Luger) in un WarGames match |
| 7  | 1999   | 12 settembre 1999 | Winston-Salem | Lawrence Joel Veterans Memorial Coliseum | Hulk Hogan (c) vs. Sting per il WCW World Heavyweight Championship |
| 8  | 2000   | 17 settembre 2000 | Buffalo       | HSBC Arena                               | Kevin Nash (c) vs. Booker T in uno Steel Cage match per il WCW World Heavyweight Championship                                                                                                |

## Fall Brawl 1993
Fall Brawl 1993: War Games si è svolto il 19 settembre 1993 alla Astro Arena di Houston, Texas

### Risultati
- Dark match: Erik Watts sconfigge Bobby Eaton
  - Watts sottomette Eaton in una STF.
- Lord Steven Regal (con Sir William) sconfigge Ricky Steamboat diventando WCW World Television Championship (17:05)
  - Regal schiena Steamboat dopo German suplex.
- Charlie Norris sconfigge Big Sky (4:34)
  - Norris schiena Sky dopo un big boot.
- 2 Cold Scorpio & Buff Bagwell sconfiggono The Equalizer & Paul Orndorff (10:46)
  - Scorpio schiena Equalizer dopo un 450° Splash.
- Ice Train sconfigge Shanghai Pierce (con Tex Slazenger (3:27)
  - Train schiena Perce dopo una powerslam.
- The Nasty Boys (Brian Knobbs & Jerry Sags) (con Missy Hyatt) sconfiggono Arn Anderson & Paul Roma diventando i WCW World Tag Team Championship (23:58)
  - Knobbs schiena Roma dopo che Sags ha steso Roma con una elbow drop quando l'arbitro era distratto.
- Cactus Jack sconfigge Yoshi Kwan (con Harley Race) (3:38)
  - Jack schiena Kwan dopo una double-arm DDT.
- Rick Rude sconfigge Ric Flair diventando WCW International World Heavyweight Championship (30:47)
  - Rude schiena Flair dopo che il primo ha colpito con i tirapugni Flair mentre Rude era intrappolato nella Figure 4-leg lock.
- Sting, Davey Boy Smith, Dustin Rhodes & The Shockmaster (con Road Warrior Animal) sconfiggono Sid Vicious, Vader & Harlem Heat (Kole & Kane) (con Harley Race & Col. Robert Parker) in un WarGames match (16:39)
  - Shockmaster fa cedere Kole dopo una bear hug.
  - Durante il match Shockmaster viene sostituito da Road Warrior Animal a causa di un infortunio da parte del primo.

## Fall Brawl 1994
Fall Brawl 1994: War Games si è svolto il 18 settembre 1994 al Roanoke Civic Center di Roanoke, Virginia

### Evento
Originariamente Ricky Steamboat avrebbe dovuto difendere il titolo WCW United States Championship contro Steve Austin, ma essendo sofferente per un infortunio alla schiena non poté partecipare all'evento. Come risultato, Austin vinse il titolo United States per forfeit. Questa fu l'ultima apparizione di Steamboat in WCW, egli venne licenziato poco tempo dopo e decise di ritirarsi dal ring. A seguito dell'annuncio della vittoria di Austin, il WCW Commissioner Nick Bockwinkel dichiarò che Austin avrebbe dovuto difendere il titolo contro un avversario misterioso. Appena Austin fece per protestare contro questa inaspettata decisione, Hacksaw Jim Duggan fu rivelato essere lo sfidante a sorpresa.
Nel Triangle match Vader schienò prima The Guardian Angel eliminandolo. Nella seconda parte, la lotta tra Vader e Sting terminò in pareggio dopo 15 minuti per limite di tempo. L'arbitro Nick Patrick dichiarò che il match sarebbe proseguito con un tempo supplementare di ulteriori cinque minuti. Anche il tempo supplementare terminò in parità, e quindi Patrick decretò che l'incontro sarebbe proseguito fino a quando uno dei due wrestler fosse risultato il vincitore. Vader si aggiudicò la contesa dopo che un uomo mascherato assalì Sting mentre Race e The Guardian Angel combattevano a bordo ring, distraendo Patrick. Grazie alla vittoria, Vader divenne primo sfidante al titolo WCW World Heavyweight Championship detenuto da Hulk Hogan.
Secondo quanto raccontato da Dusty Rhodes nel DVD The War Games, il Col. Rob Parker soffrì di una forte diarrea durante i momenti finali del War Games match.

### Risultati
- Dark match: Brad Armstrong e Brian Armstrong sconfiggono Bad Attitude (Steve Keim e Bobby Eaton)
- Johnny B. Badd sconfigge Lord Steven Regal vincendo il WCW World Television Championship (11:08)
  - Badd schiena Regal con una backslide.
- Kevin Sullivan (con Dave Sullivan) sconfigge Cactus Jack in un Loser Leaves WCW match (6:08)
  - Sullivan schiena Jack dopo che quest'ultimo si è distratto grazie a Dave Sullivan
- Jim Duggan sconfigge Steve Austin (c) vincendo il WCW United States Heavyweight Championship (0:35)
- Pretty Wonderful (c) (Paul Orndorff & Paul Roma) sconfiggono Stars and Stripes (The Patriot & Marcus Alexander Bagwell) mantenendo il WCW World Tag Team Championship (12:54)
- Vader sconfigge Sting e The Guardian Angel in un Triangle Elimination match (30:22)
  - Vader schiena The Guardian Angel (7:04)
  - Vader schiena Sting (30:22)
- WarGames match: Dusty Rhodes, Dustin Rhodes, Brian Knobbs & Jerry Sags sconfiggono Terry Funk, Arn Anderson, Bunkhouse Buck & Col. Robert Parker (19:02)

## Fall Brawl 1995
Fall Brawl 1995: War Games si svolse il 17 settembre 1995 presso l'Asheville Civic Center di Asheville, Carolina del Nord.

### Evento
I primi quattro match furono trasmessi in diretta su WCW Main Event prima dell'inizio del ppv. Eddie Guerrero debuttò in WCW in un match contro Alex Wright. Il match terminò quando Wright chiese all'arbitro Nick Patrick di fermare l'incontro dopo che Guerrero si era infortunato. Il match tra Johnny B. Badd e Brian Pillman terminò inizialmente in pareggio dopo 20 minuti di lotta per limite di tempo raggiunto, ma l'arbitro fece proseguire l'incontro per decretare un vincitore. Prima del match tra Cobra e Sgt. Craig Pittman, un cadetto militare giunse a bordo ring per consegnare un messaggio a Pittman.
Dopo la vittoria del WarGames match, Hulk Hogan guadagnò la possibilità di essere lasciato solo nella gabbia con The Taskmaster per cinque minuti. Ma durante questi cinque minuti, The Giant interferì aggredendo Hogan, ed infortunandolo al collo (kayfabe). Nel WarGames match Lex Luger sostituì Vader, che aveva lasciato la compagnia una settimana prima dell'evento.

### Risultati
| N.         | Match | Stipulazione                                                           | Durata |
| ---------- | --- | ---------------------------------------------------------------------- | ------ |
| Dark match | Big Bubba Rogers sconfigge Mark Minh | Single match (trasmesso prima dell'inizio del ppv su WCW Main Event)   | 01:04  |
| Dark match | Disco Inferno sconfigge Joey Maggs | Single match (trasmesso prima dell'inizio del ppv su WCW Main Event)   | 02:33  |
| Dark match | Alex Wright contro Eddie Guerrero termina in no contest | Single match (trasmesso prima dell'inizio del ppv su WCW Main Event)   | 06:36  |
| Dark match | The American Males (Marcus Bagwell & Scotty Riggs) sconfiggono The Nasty Boys (Brian Knobbs & Jerry Sags)                                                           | Tag team match (trasmesso prima dell'inizio del ppv su WCW Main Event) | 04:15  |
| 1          | Johnny B. Badd sconfigge Brian Pillman | Single match                                                           | 29:14  |
| 2          | Sgt. Craig Pittman sconfigge Cobra | Single match                                                           | 01:22  |
| 3          | Diamond Dallas Page sconfigge The Renegade (c) | Single match per il WCW World Television Championship                  | 08:07  |
| 4          | Harlem Heat (Booker T & Stevie Ray) sconfiggono Bunkhouse Buck & Dick Slater (c)                                                                                    | Tag team match per i WCW World Tag Team Championship                   | 16:49  |
| 5          | Arn Anderson sconfigge Ric Flair | Single match                                                           | 22:37  |
| 6          | The Hulkamaniacs (Hulk Hogan, Randy Savage, Lex Luger & Sting) (con Jimmy Hart) sconfiggono The Dungeon of Doom (Kamala, Zodiac, Shark & Meng) (con The Taskmaster) | WarGames match                                                         | 18:47  |

## Fall Brawl 1996
Fall Brawl 1996: War Games si svolse il 15 settembre 1996 presso il Lawrence Joel Veterans Memorial Coliseum a Winston-Salem, Carolina del Nord.

### Evento
Hollywood Hogan arrivò a bordo ring verso la fine del match tra Randy Savage e The Giant, nel momento nel quale Savage aveva appena colpito Giant con un flying elbow. Savage uscì dal ring per affrontare Hogan, ma venne aggredito da Scott Hall e Kevin Nash, che lo misero ko con una sedia. L'arbitro Nick Patrick stava discutendo con The Giant mentre tutto questo avveniva e quindi non si accorse di nulla, e Giant poté schienare l'esanime Savage dopo che l'nWo lo aveva ributtato sul ring. A causa della tensione creata dalla presenza del nWo in WCW, fu apportata una modifica alle regole del tradizionale WarGames Match. Invece che avere entrambe le squadre a bordo ring prima del match, ogni membro doveva restare nel backstage ed entrare sul ring uno alla volta. nWo Sting e Hollywood Hogan costrinsero Lex Luger a cedere per dolore. Dato che il Team WCW aveva messo in dubbio la sua lealtà, Sting abbandonò Luger, Ric Flair ed Arn Anderson poco tempo dopo l'entrata sul ring. Al termine dell'incontro, Randy Savage arrivò di sorpresa per aggredire Hogan, ma venne respinto e messo ko dai membri del nWo. Anche Miss Elizabeth venne aggredita quando chiese pietà a Hogan supplicandolo di fermare l'assalto a Savage.

### Risultati
- Diamond Dallas Page sconfigge Chavo Guerrero Jr. (13:07)
- Ice Train (con Teddy Long) sconfigge Scott Norton in un Submission match (7:08)
- Konnan (c) (con Jimmy Hart) sconfigge Juventud Guerrera mantenendo l'AAA Americas Heavyweight Championship (13:45)
- Chris Benoit sconfigge Chris Jericho (14:36)
- Rey Misterio Jr. (c) sconfigge Super Caló mantenendo il WCW Cruiserweight Championship (15:47)
- Harlem Heat (Booker T & Stevie Ray) (c) (con Sister Sherri) sconfiggono The Nasty Boys (Brian Knobbs & Jerry Sags) mantenendo i WCW World Tag Team Championship (15:31)
  - Booker T schiena Knobbs dopo che Sherri aveva colpito quest'ultimo con un bastone.
- The Giant schiena Randy Savage (7:47)
  - Giant schiena Savage dopo che Scott Hall & Kevin Nash avevano assalito Savage.
- WarGames match: Team nWo (Hollywood Hogan, Scott Hall, Kevin Nash & nWo Sting) (con Ted DiBiase) sconfigge Team WCW (Lex Luger, Ric Flair, Arn Anderson & Sting) (con Miss Elizabeth & Woman) (18:15)

## Fall Brawl 1997
Fall Brawl 1997: War Games si svolse il 14 settembre 1997 presso il Lawrence Joel Veterans Memorial Coliseum di Winston-Salem, Carolina del Nord.

### Evento
Durante il WarGames match, Curt Hennig, membro della squadra degli Horsemen, dichiarò di essersi infortunato alla spalla e di non poter combattere. Pochi minuti dopo, Hennig rivelò che l'infortunio era solo un bluff per potersi alleare con il nWo. Il New World Order quindi ammanettò Chris Benoit e Steve McMichael alla gabbia e proseguì l'aggressione su Ric Flair. Kevin Nash prese il microfono e chiese ripetutamente al team Horsemen se volessero abbandonare il match, ma McMichael rifiutò e Benoit sputò più volte in faccia a Nash. Gli Horsemen alla fine si arresero quando Nash minacciò di sbattere la testa di Flair contro la porta della gabbia d'acciaio. McMichael, non volendo vedere Flair subire più danni di quanti già ricevuti, decise di gettare la spugna per il suo team. Dopo la resa, Hennig sbatté ugualmente la porta contro la testa di Ric Flair.

### Risultati
- Eddy Guerrero sconfigge Chris Jericho (c) vincendo il WCW Cruiserweight Championship (17:19)
- The Steiner Brothers (Rick & Scott) (con Ted DiBiase) sconfiggono Harlem Heat (Booker T & Stevie Ray) (11:44)
- Alex Wright (c) sconfigge Último Dragón mantenendo il WCW World Television Championship (18:43)
- Jeff Jarrett (con Debra) sconfigge Dean Malenko (14:53)
- Wrath & Mortis (con James Vandernberg) sconfiggono The Faces of Fear (Meng & The Barbarian) (12:22)
- The Giant sconfigge Scott Norton (5:27)
- Lex Luger & Diamond Dallas Page sconfiggono Scott Hall & Randy Savage (con Miss Elizabeth) in un No Disqualification match (10:19)
- WarGames match: nWo (Buff Bagwell, Kevin Nash, Syxx & Konnan) sconfiggono The Four Horsemen (Chris Benoit, Steve McMichael, Ric Flair & Curt Hennig) (19:37)
  - Durante il match, Hennig tradì gli Horsemen per unirsi al nWo.

## Fall Brawl 1998
Fall Brawl 1998: War Games si svolse il 13 settembre 1998 presso il Lawrence Joel Veterans Memorial Coliseum di Winston-Salem, Carolina del Nord.

### Evento
Il match tra Rick Steiner e Scott Steiner terminò in no-contest quando Buff Bagwell finse di essersi nuovamente infortunato al collo. Secondo la particolare stipulazione dell'incontro tra Perry Saturn e Raven, se Saturn avesse perso sarebbe diventato il "servitore" di quest'ultimo. Inoltre, Chris Kanyon era ammanettato al ring. Durante il match, Billy Kidman interferì in favore di Saturn. Nel WarGames Match Diamond Dallas Page schienò Stevie Ray dopo averlo colpito con la sua mossa finale "Diamond Cutter". Per la prima volta in assoluto in un WarGames match, anche gli schienamenti erano permessi. Grazie alla vittoria, Page guadagnò l'opportunità di sfidare il WCW World Heavyweight Champion a Halloween Havoc.

### Risultati
- The British Bulldog & Jim Neidhart sconfiggono The Dancing Fools (Alex Wright & Disco Inferno) (11:03)
- Chris Jericho sconfigge Fake Goldberg mantenendo il WCW World Television Championship (1:15)
- Ernest Miller sconfigge Norman Smiley (5:04)
- Rick Steiner contro Scott Steiner (con Buff Bagwell) termina in no contest (5:30)
  - L'incontro termina quando Bagwell simula un infortunio al collo.
- Juventud Guerrera sconfigge Silver King mantenendo il WCW Cruiserweight Championship (8:36)
- Perry Saturn sconfigge Raven in un Raven's Rules match (14:04)
  - Se Saturn avesse perso il match sarebbe diventato il servitore di Raven.
- Dean Malenko sconfigge Curt Hennig (con Rick Rude) per squalifica (7:38)
  - Hennig fu squalificato dopo che Rude aggredì Malenko.
- Konnan sconfigge Scott Hall (con Vincent) (12:03)
- WarGames match: Team WCW (Diamond Dallas Page, Roddy Piper & The Warrior) sconfigge nWo Hollywood (Hollywood Hogan, Bret Hart & Stevie Ray) e nWo Wolfpac (Kevin Nash, Sting & Lex Luger) (20:06)
  - Page guadagnò una title shot al WCW World Heavyweight Championship.

## Fall Brawl 1999
Fall Brawl 1999 si svolse il 12 settembre 1999 presso il Lawrence Joel Veterans Memorial Coliseum di Winston-Salem, Carolina del Nord.

### Evento
Berlyn avrebbe originariamente dovuto affrontare Buff Bagwell, ma secondo la storyline Bagwell tardò a presentarsi sul ring. In realtà, Bagwell si era rifiutato di perdere il match. Al suo posto Berlyn lottò contro Jim Duggan. Nel main event della serata Sting imprigionò uno svenuto Hulk Hogan nello Scorpion Deathlock dopo averlo messo fuori combattimento colpendolo con la sua mazza da baseball. Nel corso del match ci furono diverse interferenze. Diamond Dallas Page fu il primo, aggredendo l'arbitro Nick Patrick e poi Hogan. Quindi arrivò Bret Hart che attaccò Page. Poi fu la volta di Sid Vicious che entrò nel ring scagliandosi contro Hogan venendo però messo velocemente ko da un Big Boot. Anche Lex Luger cercò di intromettersi ma fu intercettato da Hogan; Sting prese allora la mazza ed aggredì Hulk. Al termine del match, Sting e Luger celebrarono la vittoria nel centro del ring.

### Risultati
- Rey Misterio Jr., Eddy Guerrero & Billy Kidman sconfiggono Vampiro & The Insane Clown Posse (Violent J & Shaggy 2 Dope) (14:14)
- Lenny Lane (c) (con Lodi) sconfigge Kaz Hayashi mantenendo il WCW Cruiserweight Championship (12:09)
- The First Family (Hugh Morrus & Brian Knobbs) (con Jimmy Hart) sconfiggono The Revolution (Dean Malenko & Shane Douglas) in un No Disqualification match (9:26)
- Rick Steiner (c) sconfigge Perry Saturn mantenendo il WCW World Television Championship (9:23)
- Berlyn (con The Wall) sconfigge Jim Duggan (7:58)
- Harlem Heat (Booker T & Stevie Ray) sconfiggono The West Texas Rednecks (c) (Barry Windham & Kendall Windham) (con Curt Hennig) vincendo i WCW World Tag Team Championship (13:05)
- Sid Vicious sconfigge Chris Benoit (c) vincendo il WCW United States Championship (11:48)
- Goldberg sconfigge Diamond Dallas Page (9:04)
- Sting sconfigge Hulk Hogan (c) vincendo il WCW World Heavyweight Championship (13:55)

## Fall Brawl 2000
Fall Brawl 2000 si svolse il 17 settembre 2000 presso la HSBC Arena di Buffalo, New York.

### Evento
Il main event dello show fu un Caged Heat match, nel quale Kevin Nash difese il titolo contro Booker T. Booker sconfisse Nash conquistando il WCW World Heavyweight Championship. Altri match di rilievo furono Scott Steiner contro Goldberg in un No disqualification match, Mike Awesome contro Jeff Jarrett in un Bunkhouse Brawl, e Sting contro The Great Muta e Vampiro in un Triangle match. il ten-person elimination match che vide contrapposti Filthy Animals e Natural Born Thrillers, venne fermato quando Paul Orndorff si infortunò realmente durante l'incontro. La sera successiva a Nitro, l'elimination match fu fatto ripartire e i wrestler superstiti, Rey Mysterio Jr. & Tygress dei Filthy Animals e Mike Sanders, Chuck Palumbo, Sean O'Haire, Mark Jindrak & Shawn Stasiak dei Natural Born Thrillers, si affrontarono fino alla vittoria dei Filthy Animals.

### Risultati
- Elix Skipper (c) (con Major Gunns) sconfigge Kwee Wee (con Paisley) mantenendo il WCW Cruiserweight Championship (11:03)
- The Misfits In Action (Cpl. Cajun, Lt. Loco & Sgt. AWOL) sconfiggono 3 Count (Shannon Moore, Evan Karagias, & Shane Helms) (10:25)
- The Harris Brothers (Ron & Don) sconfiggono KroniK (Brian Adams & Bryan Clark) in un First Blood Chain match (6:37)
- Lance Storm (c) (con Major Gunns) sconfigge General Rection mantenendo il WCW United States Championship (6:46) (con Jim Duggan come arbitro speciale)
- The Filthy Animals (Disco Inferno, Rey Mysterio Jr., Juventud Guerrera, Konnan & Tygress), Big Vito, e Paul Orndorff contro Natural Born Thrillers (Mark Jindrak, Sean O'Haire, Mike Sanders, Chuck Palumbo, Shawn Stasiak, Reno & Johnny the Bull) termina in no contest (16:34)
  - O'Haire schiena Konnan dopo una "Chartbuster" di Disco Inferno (6:00)
  - Reno schiena Inferno dopo uno "Snake Eyes" (6:53)
  - Reno schiena Vito dopo uno "Snake Eyes" (8:43)
  - Mysterio schiena Reno dopo un "Diving leg drop low blow" (10:45)
  - O'Haire schiena Guerrera dopo una "Seanton Bomb" (12:08)
  - Orndorff schiena Johnny dopo uno "Spike Piledriver" (13:28)
  - Il match venne fermato quando Orndorff subì una lesione alla spina dorsale. (16:34)
  - Il match proseguì la sera seguente a WCW Monday Nitro dove Mysterio uscì vincitore dall'Elimination match.
- Shane Douglas & Torrie Wilson sconfiggono Billy Kidman & Madusa in uno Scaffold match (5:01)
- Sting sconfigge The Great Muta e Vampiro (con Insane Clown Posse (Violent J & Shaggy 2 Dope)) in un Triangle match (5:12)
- Mike Awesome sconfigge Jeff Jarrett in un Bunkhouse Brawl (9:04)
  - Awesome schienò Jarrett dopo che Sting aveva interferito in suo favore colpendo Jarret con uno "Scorpion Deathdrop".
- Scott Steiner sconfigge Goldberg per knockout tecnico in un No Disqualification match (13:50)
  - Steiner vinse per knockout tecnico dopo aver imprigionato un incosciente Goldberg nella "Steiner Recliner".
- Booker T sconfigge Kevin Nash (c) in uno Steel Cage match vincendo il WCW World Heavyweight Championship (9:02)